# Древнегреческие мифы о потопе
Древнегреческая мифология описывает различные великие наводнения на протяжении древней истории. Разные источники рассказывают о потопах во времена Огига, Девкалиона и Дардана. Как и большинство мифов о потопе, эти истории затрагивают темы божественного возмездия, спасения культурного героя и рождения нации или народов. В дополнение к этим наводнениям греческая мифология также говорит, что мир периодически разрушался огнем, как в мифе о Фаэтоне.
Платон ссылается на великие наводнения в нескольких своих диалогах, включая «Тимей», «Критий» и «Законы». В «Тимее» (22) и в «Критии» (111—112) он описывает «великий всемирный потоп». В книге III «Законов» утверждается, что большое наводнение произошло за десять тысяч лет до его времени, в течение от «одной или двух тысяч лет, прошедших» с момента открытия музыки и других изобретений. Платон также ссылается на хорошо известное событие великого разрушения в «Политике» (270), где «выжила лишь небольшая часть человечества» предположительно также имея в виду наводнение Девкалиона Кроме того, тексты сообщают, что «за девять тысяч лет произошло много великих потопов».

## Огигийский потоп
Огигийский потоп назван так потому, что он произошел во времена Огига, мифического царя Аттики. Название Огиг и Огигов являются синонимами понятиям «первобытный», «примитивный» и «ранней зари». Огиг был основателем и царем Фив. Во многих преданиях говорится, что Огигов потоп охватил весь мир и был настолько разрушительным, что Аттика оставалась без монархов до правления Кекропа.

## Девкалионов потоп
Легенда о Девкалионе, рассказанная Псевдо-Аполлодором, имеет некоторое сходство с другими мифами о потопе, такими как Эпос о Гильгамеше; история Ноева ковчега в иудео-христианском повествовании; и история ковчега Ману в индуистской, буддийской и джайнской религиях. Титан Прометей посоветовал своему сыну Девкалиону построить сундук и укрыться в нем. Все остальные люди погибли, за исключением нескольких, бежавших в высокие горы. Горы в Фессалии разделились, и весь мир за перешейком и Пелопоннесом был потоплен. Девкалион и его жена Пирра, проплыв в сундуке девять дней и ночей, высадились на Парнасе. В более старой версии истории, рассказанной Геллаником, «ковчег» Девкалиона приземлился на горе Отрис в Фессалии. Согласно другому сообщению, он приземлился на вершине, вероятно, Фуке, в Арголиде, позже названной Немеей. Когда дожди прекратились, Девкалион принес жертву Зевсу. Затем, по велению Зевса, он бросил за собой камни, и они стали мужчинами, а камни, которые бросала Пирра, стали женщинами. Псевдо-Аполлодор трактует этимологию греческого слова Laos (λᾱός, 'люди') как производное от laas ('камень'). Мегаряне считали, что Мегар, сын Зевса и нимфы Ситниды, спасся от Девкалионова потопа, доплыв до вершины горы Герание, руководствуясь криками журавлей.

## Дарданов потоп
Согласно Дионисию Галикарнасскому, Дардан оставил Фенея в Аркадии, чтобы колонизировать землю в северо-восточной части Эгейского моря. Когда случился потоп Дардана, земля была затоплена, и гора, на которой он и его семья выжили, образовала остров Самотраки. Он добрался оттуда на надутой шкуре к противоположным берегам Малой Азии и поселился на горе Ида. Его внук Трос в конце концов перебрался с высокогорья на большую равнину, на холм, на котором с Иды текло множество рек. Там он построил город, который в его честь назвали Троей. Сегодня мы называем этот район Дарданеллы (ранее —Геллеспонт), он представляет собой узкий пролив, который соединяет Эгейское море с Мраморным морем. Название происходит от Дардании, древней земли на азиатском берегу пролива, которая, в свою очередь, берет свое название от Дардана, мифического сына Зевса и Электры.